# HD 80869
HD 80869 è una stella situata nella costellazione del Leone. Si tratta di un astro molto simile al Sole, lievemente più massiccio, che dista circa 280 anni luce dal sistema solare. La sua magnitudine è di 8,45 e pertanto risulta invisibile ad occhio nudo, anche se può essere individuata con l'ausilio di un buon binocolo o di un piccolo telescopio.
Attorno alla stella orbita un pianeta extrasolare, HD 80869 b, che fa parte della categoria dei gioviani caldi. Al 2021, il pianeta ha una delle più alte eccentricità orbitali conosciute (e = 0,862).

## Caratteristiche
La stella è una nana gialla di classe spettrale G1 V, con una massa di 1,08 masse solari e un raggio 1,06 volte quello solare, mentre la sua temperatura superficiale è di circa 5835 K. Ha un'abbondanza di elementi più pesanti dell'idrogeno e dell'elio (in astronomia detta metallicità) maggiore rispetto al Sole, del 48%.

## Sistema planetario
Nel 2021 è stato scoperto un pianeta extrasolare in orbita attorno alla stella, mediante il metodo della velocità radiale con osservazioni tramite lo spettrografo SOPHIE installato al telescopio dell'osservatorio dell'Alta Provenza.
Il pianeta è un massiccio gigante gassoso avente una massa minima quasi 5 volte quella di Giove. Orbita in circa 1712 giorni attorno alla propria stella madre e il suo semiasse maggiore è di 2,88 UA, tuttavia a causa della sua alta eccentricità orbitale, rientra nella categoria dei gioviani caldi ed eccentrici. La sua temperatura di equilibrio media è di 203 K, ma a causa della sua orbita notevolmente eccentrica l'irraggiamento del pianeta è notevolmente superiore quando si trova al periastro rispetto a quando si trova all'apoastro. La sua eccentricità orbitale è di 0,862, di conseguenza la distanza dalla stella varia da 0,397 a 3,48 UA.

### Prospetto
Segue un prospetto con i principali dati del pianeta orbitante.
| Pianeta | Tipo                         | Massa              | Raggio | Periodo orb.                | Sem. maggiore | Eccentricità | Scoperta |
| ------- | ---------------------------- | ------------------ | ------ | --------------------------- | ------------- | ------------ | -------- |
| b       | Supergioviano Gioviano caldo | 4,86+0,65 −0,29 MJ | —      | 1 711,7 giorni (4,686 anni) | 2,878 UA      | 0,862        | 2021     |